# Anna Ng'ang'a
Anna Njambi Ng'ang'a (* 29. April 1971) ist eine kenianische Badmintonspielerin. 

## Karriere
Anna Ng'ang'a war insbesondere bei den Kenya International erfolgreich. Sie siegte dort 1992 im Dameneinzel und 1994 im Damendoppel. Weitere Podestplätze erkämpfte sie sich dort 1990, 1991, 1995, 1996, 1998 und 1999. 2006 nahm sie an den Commonwealth Games in Melbourne teil.

## Sportliche Erfolge
| Saison | Veranstaltung       | Disziplin   | Platz | Name                          |
| ------ | ------------------- | ----------- | ----- | ----------------------------- |
| 1990   | Kenya International | Dameneinzel | 2     | Anna Ng'ang'a                 |
| 1992   | Kenya International | Dameneinzel | 1     | Anna Ng'ang'a                 |
| 1992   | Kenya International | Damendoppel | 1     | Anna Ng'ang'a / Jasmin Nzambu |
| 1994   | Kenya International | Damendoppel | 1     | Anna Ng'ang'a / Edith Wamalwa |